# Ликови

Публікації про відлюдників у радянській пресі спричинили сплеск інтересу багатьох людей до долі Ликових

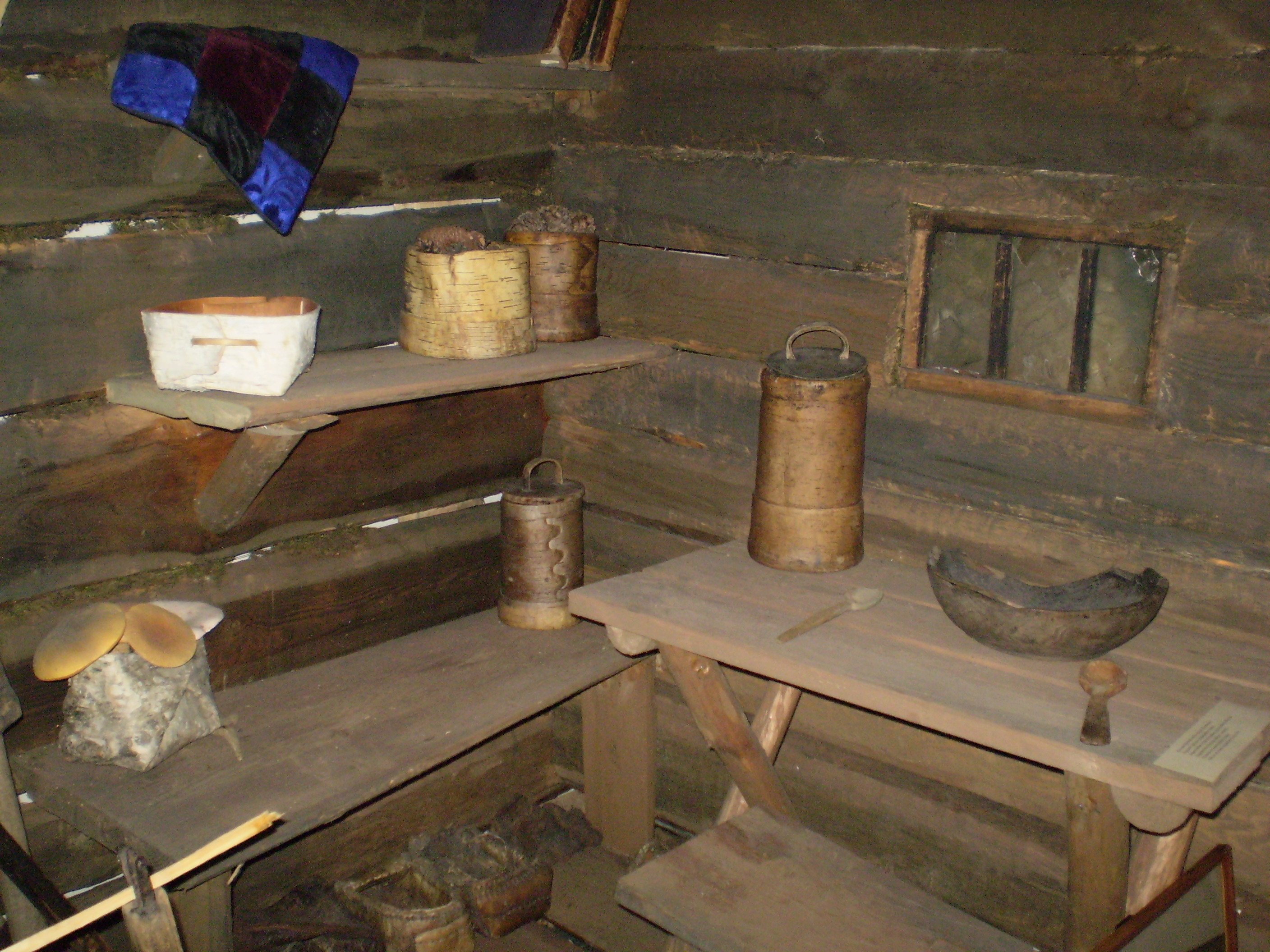
Відтворений інтер'єр хати Ликових у Красноярському літературному музеї.

Ли́кови — відома сім'я російських старовірів-відлюдників, яка мешкала високо в горах Абаканського хребта Західного Саяна (Таштипський район Хакасії). У 1920-х рр. Ликови, рятуючись від безбожної радянської влади, втекли у Саянську тайгу і багато років жили в суворій ізоляції.

## Історія родини
Наприкінці XIX ст. старообрядці різних толків, у тому числі помірковані «часовенні», тікаючи від «гріховного світу», знаходили собі пристанище в глухих краях Алтаю, Шорії і Саян. За сто п'ятдесят кілометрів від Абази на річці Великий Абакан було засноване селище Тиші, яке складалось з 10-12 дворів. У ньому жила родина Ликових, яка поруч мала також власну заїмку (рос. Лыковская заимка). Зі «світом» спілкувалися через посередників, які за хутро та рибу привозили їм на човнах «сіль і залізо».
У 1929 р. над ними нависла загроза колективізації. Не бажаючи коритися безбожникам, сім'я Ликових, що складалась з батька Осипа, мати Раїси, синів Степана, Карпа, Євдокима та ще кількох осіб, переселилася вище у гирло річки Каїр. Але підтримували тісні зв'язки з Тишою. Всі сини одружилися. У 1930 р. Карпо взяв собі дружину Килину (Акули́ну) Карпівну Дайбову (1901–1961).
У 1931 р. був утворений Алтайський заповідник. Патрульний наряд заборонив Ликовим полювання. У 1935 р. більшовики знову тут з'явилися і застрелили Євдокима на власному городі. Згодом Раїса, Степан, дружина Євдокима Аксенія і двоє його дітей померли від голоду і хвороб.
Під час Другої світової війни влада звинуватила селян Тиші у переховуванні дезертирів і ліквідувала селище. Карп Ликов з дружиною і двома дітьми вирушили по Абакану в гори шукати місце «глухіше, менш доступне». Із собою взяли «все залізне», господарський інвентар, ікони і богослужбові книги. Човен тягли шворкою і стернили жердинами.
У 1945 р. Ликових виявили військові топографи. Змушені знову шукати собі нове місце, але цього разу востаннє. Притулок знайшли на березі річки Єринат (51°27′38.44″ пн. ш. 88°25′37.71″ сх. д. / 51.4606778° пн. ш. 88.4271417° сх. д.).
Після того їх ще раз бачили люди із «міра». А в переліку географічних термінів «Хакасько-російського словника» 1951 р. навіть згадувався хак. «Лыков иб» — рос. Заимка Лыковых Таштипського району.

## Склад сім'ї
У 1978 р. родина налічувала п'ять осіб:
- Карпо Йосипович (1901–1988) — батько
- Савін (1925–1981) — син
- Наталя (1935–1981) — дочка
- Дмитро (1944–1981) — син
- Агафія (нар. 1945) — дочка.

Мати Акулина Карпівна померла у найбільш тяжкий, голодний 1961 рік.

## Побут відлюдників
Ликови жили в дерев'яній оселі з піччю.
День проводили у праці і молитвах. Релігійні свята відзначали молебнями і читаннями релігійних книг. Святковий раціон складався з картоплі, житньої каші і шматка м'яса.
Розваг не було, дозвілля скрашували розповідями про власні сни. Серед «особливих подій» монотонного життя, про які часто згадували, були голод 1961 р. і смерть Акулини, війна з ведмедем, мандрівка з двома ночівлями, шиття перших шкіряних чобіт, падіння Карпа з кедра, будівництво окремої хатини для Дмитра і Савіна і, звичайно, прихід людей. Після запуску першого супутника Землі в 1957 р. Карпо Йосипович зауважив: «Зірки стали швидко по небу ходити». Згодом припустив: «Люди вигадали щось таке і пускають вогні, на зірки вельми схожі».
Про літаки, які все частіше кружляли над краєм, знайшли в «старих книгах»: «Будуть літати по небу залізні птахи».
Одяг ткали з конопель на примітивному ткацькому верстаті, шапки шили з хутра кабарги, взуття — з бересту або шкіри марала.
Ликови переважно жили надголодь. Хоча й займалися полюванням, рибальством, збирали гриби, ягоди та горіхи. На городі вирощували ячмінь, жито, коноплю та овочі (картоплю, ріпу, буряк, горох). Основним продуктом харчування була картопля. Частково її сушили на випадок неврожаю і зберігали два роки. На зиму запасались також кедровими горіхами, сушеною кропивою, грибами, малиною, чорницею, брусницею, смородиною. Навесні добували березовий сік. Солі не було.
Хліб випікали із сушеної, товченої в ступі, картоплі з додаванням двох-трьох жмень подрібненого жита і насіння конопель. Із цієї суміші, замішаної на воді без дріжджів або закваски і випеченої на сковорідці, виходив товстий чорний млинець. З кропиви варили юшку («варево»).
Посуд у вигляді туєсів різного розміру виготовляли з бересту. Їжу варили у казанках.
Вогонь добували кресалом. Трут робили з грибу трутовика, який півдня треба було варити у воді із золою, а потім висушити. Хата освітлювалась березовою скіпкою — довгою тонкою тріскою, яка вставлялась під нахилом у світець.

## Лікування
Ликови назвали хвороби, які найчастіше вражали їх: «надсада» (перенапруження) і застуда. Від першої, якою страждали всі, лікувалися «правкою живота», від іншої — кропивою, малиною і прогріванням на печі. Часто допікав зубний біль.
Рани на тілі змащували слиною, «сіркою» (смолою ялиці) або ялицевою олією (випарки з хвої). Пили відвари чаги, смородинових гілок, іван-чаю. На зиму заготовлювали дику цибулю, чорницю, звичайне багно, материнку, пижмо та інші «корисні, Богом дані рослини».

## Писемність родини
Відлюдники вели точний облік днів і майже ніколи не помилилися в календарі. Лише одного разу збилися з ліку, що спричинило паніку, але зрештою зуміли відновити літочислення. Акулина навчила всіх дітей читати і писати за Псалтирем. Релігійні книги дбайливо зберігалися.

## Контакт з цивілізацією
Ликови були повністю відрізані від сучасної цивілізації. Лише у 1978 р. їх випадково виявили геологи, які обстежували річку Великий Абакан.
Популярність сім'ї принесли статті відомого журналіста Василя Пєскова в газеті «Комсомольська правда», який неодноразово з 1981 р. приїжджав до Ликових. За результатами цих візитів ним була написана книга «Таёжный тупик», яка неодноразово перевидавалася і вийшла кількома іноземними мовами.
Однак контакти з цивілізацією виявилися для старовірів трагічними. Один за одним члени родини померли. Раніше від голоду і «надсади» померла Акулина Карпівна; Дмитро — від грипу, Савін — від «надсади» і «кривавого проносу», Наталя і Карпо Йосипович — від невідомої хвороби.
У живих залишилася одна Агафія, яка згодом прийняла чернечий постриг, але нести послух у старообрядницькому монастирі не змогла. Її намагались забрати родичі із селища Кілінськ (Алтай), однак відлюдниця повернулась назад, оскільки там не було «життя просторого». Час від часу до неї приїжджали прочани, проте ненадовго, оскільки не витримували тайгового ритму життя. Згодом поруч оселився старий геолог-інвалід. Тайговичку часто відвідують гості, які намагаються допомогти їй. Господарство Агафії поповнилось козами, курями, собакою і котами. Тут збудували нову хату, лазню і сараї.

## Фільми про Ликових
- «Таёжный тупик», документальний фільм з циклу «Загадки Сибіру», знятий у 2004 р. журналом «GEO» і REN-TV за мотивами однойменної книги Василя Пєскова.
- «Far Out: Agafia's Taiga Life» (2013), документальний фільм з циклу «Far Out» американського режисера Джона Мартина[2]

## Говірка Агафії Ликової
Мова Ликових викликає великий інтерес у лінгвістів.
Із фрагмента інтерв'ю з Агафією, видно, що вона розмовляє старообрядницькою південносибірською говіркою, сформованою в ізоляції:
| Говірка Агафії | Значення |
| --- | --- |
| У Евдокима жена была Аксинья. А Раиза — это тятина мама… Аксинья-та не стала ее кормить, а та уж чё, 80 лет копать — садить не замогла. А чё,… сперва Раизу свекровку… уморила с голоду. Тятя так говорил, с голоду уморила, не стала кормить… Все говорил, пожила бы еще. | У Євдокима була жінка Аксенія. А Раїсу, татову маму, Аксенія не стала годувати, бо тій вже 80 років — ані копати, ані садити не могла. І що? Спочатку свекруху Раїсу уморила голодом. Тато так казав: «Голодом уморила, не стала годувати». Усе говорив, що пожила б ще. |
| [У Евдокима] были двое [детей Александра и Марфа]. Алексанру свою дочь заморила… Аксинья-та, сама-та она тоже видно с голоду, ну шишки ели, грибы каки собирали, а потом Марфа-та [второй ребенок Евдокима] рассказала, [как мать предложила] пойдем гыт шишки я слажу на кедру, а ты сабирешь, ну ей уж где-то седьмой год был, Марфе-то, сабирешь гыд придем испекем шишки и обедать будем. Ну вот, как Марфа-то сказала, вышла из избушки та упала и все. Ну шишки та уж грибы говорят не едовы. Отварили ну эта можно и отравиться уж этим. Когда Марфа-та адна осталась месец, ана адна в этой избушке. | У Євдокима було двоє дітей: Олександра й Марфа. Свою дочку Олександру теж заморила. Аксенія, видно, теж з голоду померла. Їли шишки, якісь гриби. Потім Марфа розповіла, що мати запропонувала: «Пішли за шишками, я полізу на кедр, а ти збиратимеш» Марфі тоді сім років було. «Збереш — прийдемо запечемо шишки і пообідаємо». Ну ось, як Марфа сказала, вийшла з хати й упала. Шишки і гриби, кажуть, не їстівні. Відварили, але цим можна і отруїтися. Марфа сама залишилась, місяць одна була у холодній хаті. |
| В Ильин день пошли, по новому теперь 2 августа… пошли проведовать. Те приходят, а она [Аксинья] уж только куски на завалинке… Ну это уж все сотлело, только одни кости. Марфа-та де? Потом увидел се таки на улицу схожено чернигой, тада пошли искать, знал где чернижник-та пришли — ана стоит. Гыд чё месец без матери и в холодной избушке жила | На Іллю, за новим стилем тепер 2 серпня, пішли провідати. Тато приходить, а від Аксенії лише шматки на призьбі. Все зітліло, лише кістки. А Марфа де? Потім побачив, що довкола розкидана чорниця, тоді пішов шукати, бо знав де чорничник. Прийшов — вона стоїть. Цілий місяць без матері і в холодній хаті! |
| Марфу-та взяли к себе. Ну а чё она измерзла и голодом измерзла, в холодной избушке жила, ягоду вот хадила чернигу сабирала только… Перво-та вапсе не говорила, патом атошла се таки | Марфу забрали до себе. Вона замерзла і виголодалась, у холодній хаті жила, ходила по ягоди, збирала чорницю. Попервах взагалі не говорила, потім все ж таки оклигала. |

## Галерея зовнішніх зображень
| Зовнішні зображення | Зовнішні зображення |
| ------------------- | ------------------- |
|                     | Карп Ликов          |

| Зовнішні зображення | Зовнішні зображення    |
| ------------------- | ---------------------- |
|                     | Савін, Дмитро і Агафія |

| Зовнішні зображення | Зовнішні зображення |
| ------------------- | ------------------- |
|                     | Дмитро і Агафія     |

| Зовнішні зображення | Зовнішні зображення            |
| ------------------- | ------------------------------ |
|                     | Заїмка Ликових на річці Єрінат |

| Зовнішні зображення | Зовнішні зображення |
| ------------------- | ------------------- |
|                     | Агафія на риболовлі |

| Зовнішні зображення | Зовнішні зображення           |
| ------------------- | ----------------------------- |
|                     | Агафія Ликова і Василь Пєсков |